# 모노정
모노정(桃生町)은 미야기현 북동부에 위치했던 모노군의 정이다. 2005년 4월 1일에 합병해, 새로운 이시노마키시가 되었다.

## 역사
- 1889년 4월 1일 - 정촌제 시행과 함께 현재의 정역인 나카쓰야마촌과 모노촌이 성립하였다.
- 1955년 3월 21일 - 나카쓰야마촌과 모노촌이 합병과 동시에 정으로 승격하였다.
- 1957년 4월 1일 - 일부를 가난정에 편입하였다.
- 2005년 4월 1일 - 이시노마키시, 모노정, 가난정, 가호쿠정, 기타카미정, 오시카정과 합병해 새로운 이시노마키시가 되었다

## 경제

### 산업
- 산업별 생산액(2000년)
  - 제1차 산업 : 1,579백만엔 (9.3%)
  - 제2차 산업 : 8,024백만엔(47.6%)
  - 제3차산업 : 7,704백만엔(45.7%)

## 교통

### 도로
- 국도 45호선